# Union Local Andina Fútbol Club
La Union Local Andina Fútbol Club és un club de futbol veneçolà de la ciutat de Mérida.

## Història
El club va ser fundat el 28 de febrer de 1977 amb el nom d'Universidad de Los Andes Mérida Fútbol Club.
L'any 2017 esdevingué Union Local Andina Fútbol Club.

## Palmarès
- Lliga veneçolana de futbol:[1]
  - 1983, 1990-91
- Segona divisió veneçolana de futbol: 
  - 1986, 1994-95
- Copa veneçolana de futbol:[2]
  - 1995-96